# Carmen Camacho
Maria del Carmen Camacho García, plus connue sous le nom simplifié de Carmen Camacho est une ganadería espagnole de toros de lidia située sur la  Ruta del toro à trente cinq kilomètres de Jerez de la Frontera, au pied du village blanc de Medina-Sidonia. Elle a été formée au début du XXe siècle par des membres de la famille royale du Portugal.

## Historique

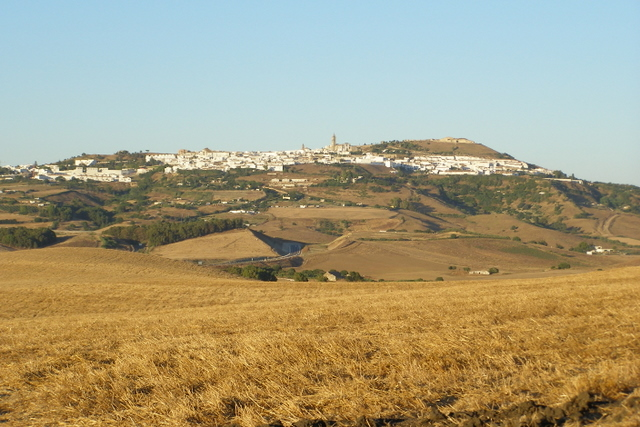
Medina-Sidonia, où se trouve la ganadería Carmen Camacho

Composée à ses débuts de vaches de l'élevage du duc de Veragua et de sementales de la ganadería Ibarra, elle portait le nom de Miguel de Bragança, roi du Portugal en 1815. Après la proclamation de la république au Portugal, le 5 octobre 1910, la famille royale vend son fer avant de quitter le pays  en 1934. L'élevage passe successivement dans les mains de plusieurs propriétaires de Séville. À la mort du dernier propriétaire du fer et du cheptel, Francisco Chica Navarro qui l'avait acquis en 1940, l'élevage est divisé en deux parties. La veuve de Francisco Chica Navarro, Francisca García Villalón et son époux Manuel Camacho font des échanges et des sélections pour former le fer Camacho qui revient en 1984 à leur fille Maria del Carmen Camacho García.
D'abord installée près de Madrid, Maria transfère son élevage à Medina-Sidonia, près de Cadix en Andalousie. La propriété porte le nom de La Quinta. Toutes les figuras du toreo viennent y tienter ce bétail pour lequel ils ont une certaine prédilection.
Sa devise est verte et argent, son ancienneté à Madrid remonte au 8 juin 1913.

## Ganadería real(élevage royal)
La ganadería Carmen Camacho est l'un des deux élevages ayant le titre « d'élevage royal ». Elle possède le fer du souverain Ferdinand VII. L'autre élevage royal est celui de Juan Pedro Domecq.

## Taureaux importants
Malgré quelques échecs, l'élevage se maintient à un niveau honorable.
Les taureaux vedettes actuellement cités dans les manuels de tauromachie ou sur les sites taurins restent :
- Ramillete lidié par Paquirri à Grenade est qui a reçu en 1966 le prix du meilleur taureau de feria,
- Canaston estoqué par José Antonio Campuzano en 1985 à Colmenar Viejo.

Cependant depuis quelques années, l'élevage présente surtout des novillos et du bétail pour les novilladas sans picador, ou pour les becerradas des écoles taurines.